# Manuel Gondra
Manuel Gondra Pereira (Buenos Aires, 1 de janeiro de 1871 – Assunção, 8 de março de 1927) foi um jornalista e político paraguaio, presidente do país por duas ocasiões, de 25 de novembro de 1910 a 11 de janeiro de 1911 e de 15 de agosto de 1920 a 31 de outubro de 1921.

## Carreira
De agosto de 1905 a julho de 1908 foi enviado extraordinário e plenipotenciário junto ao Governo do Brasil. Ao retornar do Rio de Janeiro, ingressou na Liga da Juventude Independente nas fileiras liberais e em outubro de 1908 foi nomeado Ministro das Relações Exteriores. Um ano e meio depois, em 14 de maio de 1910, foi proclamado candidato presidencial. Ele venceu e assumiu o cargo em 25 de novembro de 1910, mas apesar dos esforços de Gondra, houve várias tentativas de revolução. Em 18 de janeiro de 1911, Gondra renunciou ao cargo perante o Congresso.
Foi também Ministro Plenipotenciário em Washington. Em 15 de agosto de 1920, assumiu a presidência pela segunda vez, e foi responsável por estabelecer os primeiros contatos para trazer colonos menonitas para o Paraguai. Manuel Gondra foi um dos principais defensores da diversidade e igualdade, dos Direitos Humanos e da abertura do Paraguai a povos estrangeiros, militando ativamente contra a discriminação de todos os tipos. Suas duas missões junto ao governo brasileiro lhe renderam o respeito e a estima do Barão do Rio Branco, e logo após assumir seu segundo mandato, ele começou a mostrar seu desacordo com a dependência do Paraguai da Argentina, promovendo fortemente a quebra dessa condição. Eusebio Ayala também defendeu um melhor aproveitamento de Puerto Esperanza, às margens do rio Paraguai em Mato Grosso e a construção de uma ferrovia ligando a atual Foz do Iguaçu a Assunção. A Gondra devemos o início dessa visão geopolítica de saída para o Oriente e de maior aproximação com o Brasil para sair da hiperdependência da Argentina.
Representando o Paraguai na V Conferência Pan-Americana, realizada em Santiago do Chile em 1924, obteve retumbante sucesso internacional com a chamada "Convenção de Gondra", aprovada por unanimidade sem uma única emenda. Ao propor a arbitragem compulsória entre as nações americanas como instrumento jurídico para eliminar do continente os perigos da guerra, ele emitiu conceitos tão belos quanto este: "Em um conflito entre Estados, o fraco pode ser justo; o forte pode ser. Mas a injustiça de um é limitado por sua própria impotência, enquanto o do outro pode pretender ir aonde vai sua força. Por isso, não podendo fazer o justo sempre forte, tentamos fazer o forte sempre justo".
Dom Manuel Gondra viveu e morreu pobre. Ele era conhecido por ir ao Palacio de los Lopez, a sede do governo, a pé em vez de usar a carruagem presidencial. Ele não amava a política ou a bajulação do poder. Sempre que podia evitar cargos públicos, ele se retirava para as sombras férteis de sua biblioteca para ler e meditar. Sua vida austera foi dedicada à cultura, às ideias, ao bem público e aos altos ideais de justiça e liberdade. Sua biblioteca particular foi uma das mais valiosas do Paraguai e após sua morte foi adquirida pela Universidade de Austin, no Estado do Texas.

Rodeado pelo respeito de seus concidadãos de todas as crenças políticas, morreu em Assunção em 8 de março de 1927. Em cumprimento de sua última vontade, seus restos mortais repousam a céu aberto, no campo ensolarado de Ypané.